# Museu del Gènere Dinamarca
KØN - Gender Museum Denmark, abans Kvindemuseet (Museu de la Dona), és un museu d'història a Aarhus, Dinamarca centrat en la història cultural del gènere i la sexualitat a Dinamarca. KØN es va fundar originalment el 1982 com a museu d'història de les dones, i es troba a l'antic Ajuntament d'Aarhus, construït el 1857. El 2016, l'enfocament temàtic del museu es va ampliar per abastar qüestions de gènere i sexualitat en el sentit més ampli, i com a resultat d'això, el 2021 es va canviar el nom del museu a KØN ("gènere" en anglès).
A partir del 2012, el museu funcionava amb un pressupost de 10 milions de corones daneses procedents de finançament estatal, municipal i privat. El centre comptava amb una cafeteria i una fleca dins del museu KØN.

## Activitats
A més de les seves exposicions permanents i temporals, KØN ofereix programes de divulgació educativa. El 2014, el municipi d'Aarhus va aprovar una subvenció anual de 500.000 DKK a KØN per ensenyar educació sexual, igualtat de gènere i democràcia als escolars.